# Kvarteret Novisen

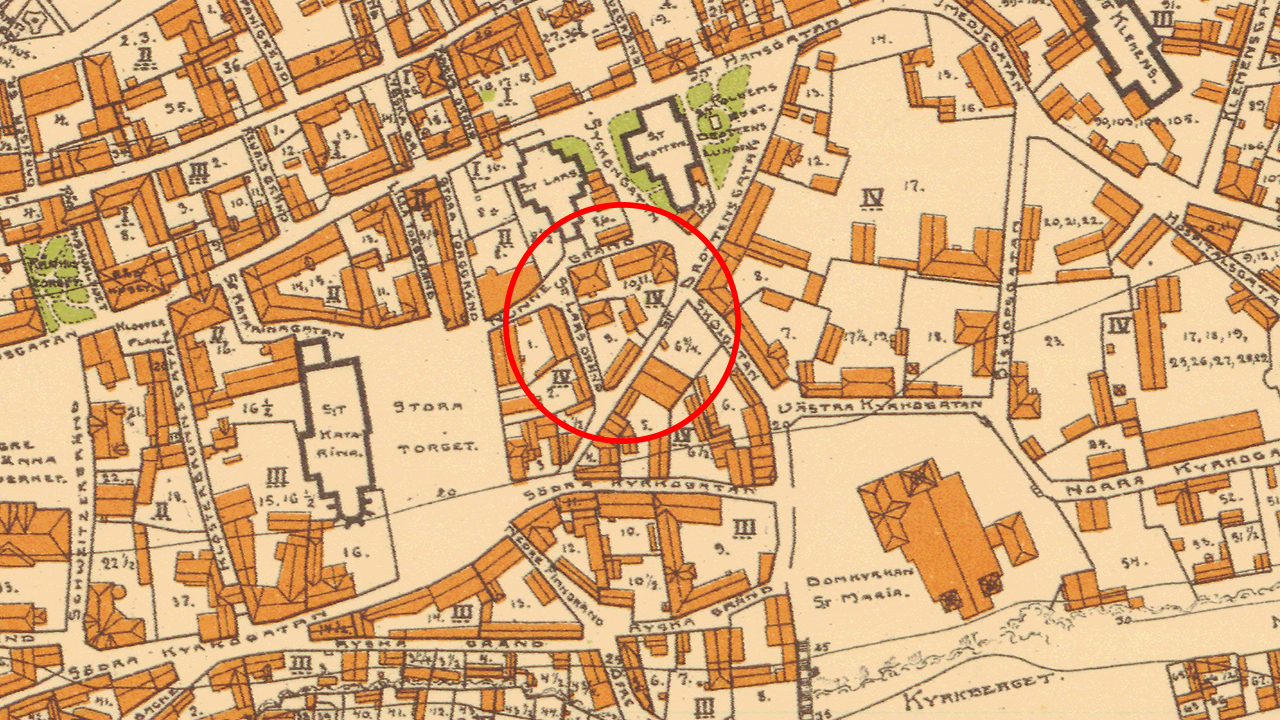
Kvarteret Novisen inringat på Anders Serbonis översiktskarta från Visby 1912

Kvarteret Novisen är ett centralt kvarter placerat i Visby innerstad på Gotland. Kvarteret omges av Syskongatan i norr, Sankt Drottensgatan i öster, Sankt Lars gränd i söder och Nunnegränd i väster. De kända öppningarna i kvarteret antyder att gränder eller gårdsinkörslar har delat nuvarande kvarter så det är tveksamt om det fullt ut kan motsvara ett medeltida kvarter. Kvarteret har i hög grad varit utnyttjat för stenhus. Nuvarande kvarteret Novisen består av tre fastigheter, Novisen 4, Novisen 5 och Novisen 6 och tillhörde S:t Hansrotens fjärde kvarter, tomterna 9 - 11, enligt den gamla fastighetsindelningen.

## Historik
Vid arkeologiska utgrävningar fann man rester efter den stenåldersboplats som sträckte sig mellan Sankt Hansgatan, Sankt Drottensgatan och fram till Stora Torget. Området bebyggdes under tidig medeltid och genomgick en omfattande bebyggelseutveckling. Kvarteret har haft en tät bebyggelse och medeltida lämningar i form av murverk till stenhus finns på samtliga av de tre nuvarande fastigheterna. 
Gränsdragningen mellan fastigheterna har skiftat något över tid men dagens indelning är ungefär densamma som vid 1600-talets slut. Under 1700- och 1800-talen bestod fastigheterna av en huvudbyggnad med tillhörande uthus. Befolkningen utgjordes i huvudsak av borgare, ämbetsmän och handelsmän. "Kvarteret är väl sammanhållet med reslig bebyggelse och gårdsmiljöer som är väl slutna ut mot gaturummet."

## Mamsell Langs hus
Fastigheten Novisen 4 består av ett enskilt byggnadsminne som härstammar från 1700-talet. På Schilders karta från 1697 finns det ett hus av sten samt ett stall och lada i skiftesverk. I slutet av 1730-talet revs det medeltida huset och den nuvarande stenbyggnaden uppfördes. Byggnaden ligger i fastighetens sydvästra hörn i liv med Sankt Lars gränd och finns med i 1785 års husklassifikation. Byggnaden kallas populärt Mamsell Langs hus.

## Cramérska huset
På fastigheten Novisen 5 ligger ett enskilt byggnadsminne i form av ett stenhus. Byggnaden innefattar två sammanbyggda medeltida stenhus från 1200-talet som är bevarade upp till takfot. Byggnaden är placerad i fastighetens sydvästra hörn, med långsidan längs Nunnegränd och kortsidan mot Sankt Lars gränd. Byggnaden kallas allmänt Cramérska huset.

## Odd Fellow
På fastigheten Novisen 6 ligger Odd Fellows hus i Visby, brödraloge nr 28 S:t Clemens.Enligt 1785 års husklassifikation fanns ännu ett trähus på fastigheten med tillhörande brygghus och stall. Träbebyggelsen kvarstod fram till början av 1900-talet. Grunden till Odd Fellowhuset ordenslokal lades 1905 och byggnaden stod sedan färdig 1906.

## Bilder

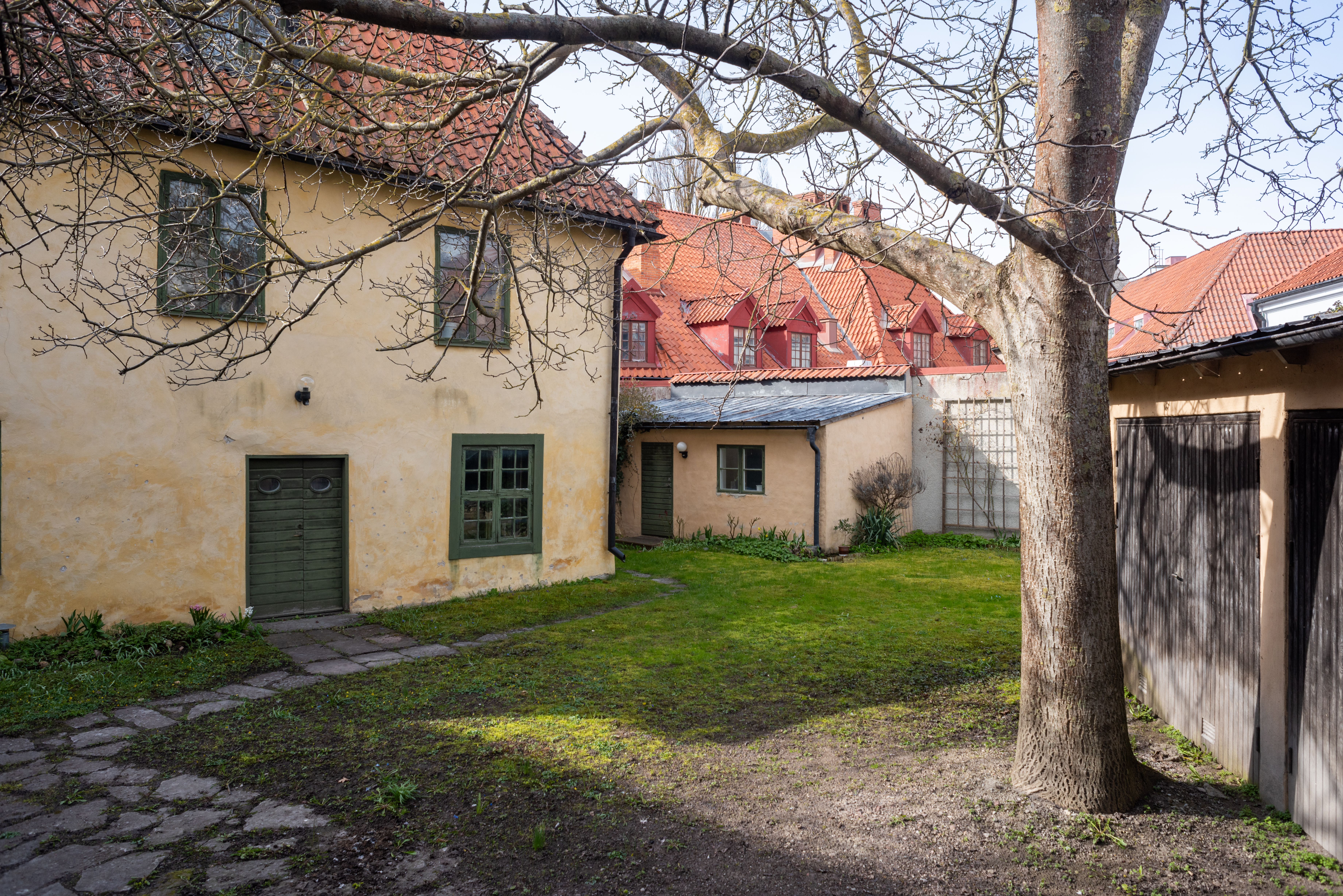
Innergård i kvarteret med Mamsell Langs hus till vänster.
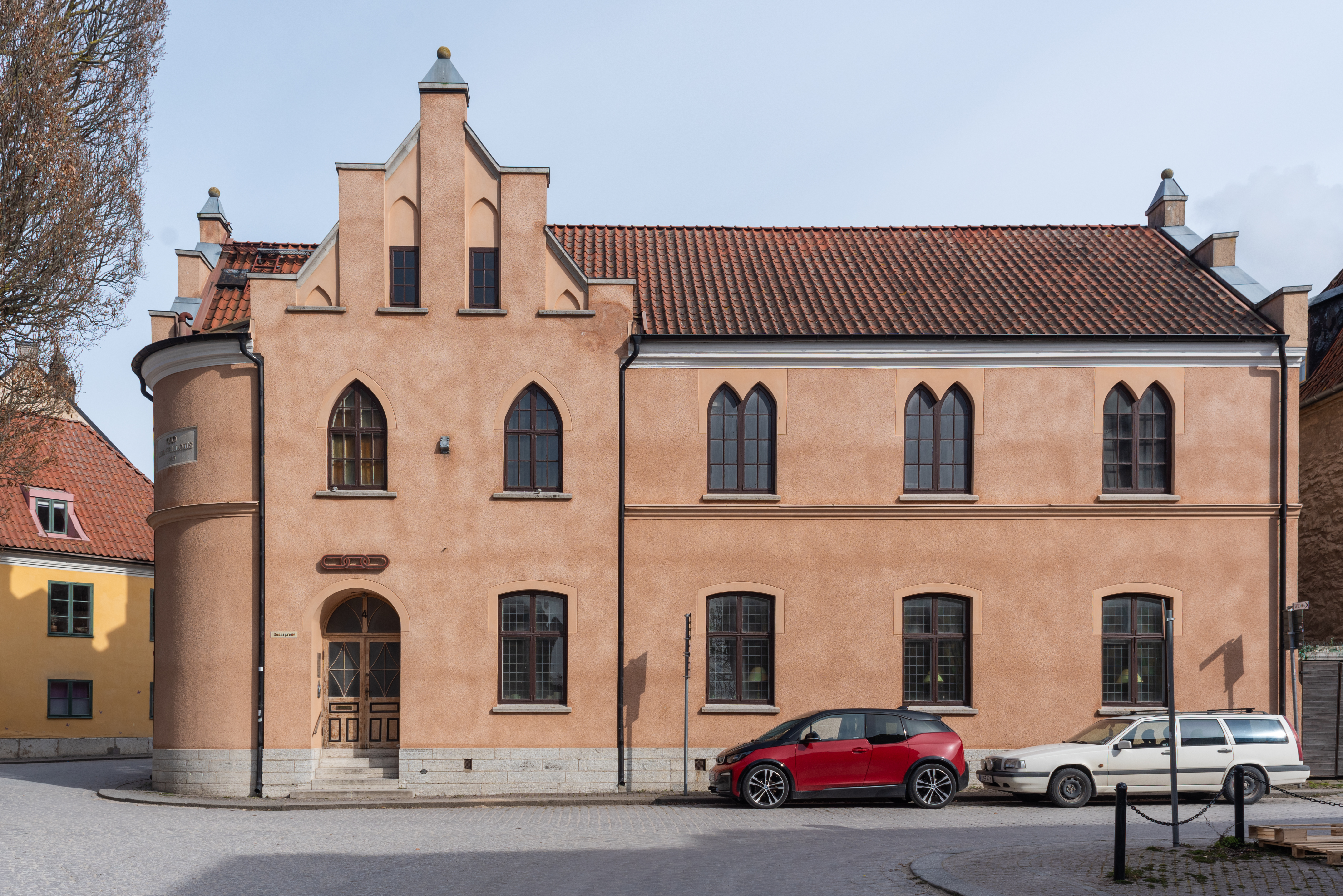
Odd Fellows hus.
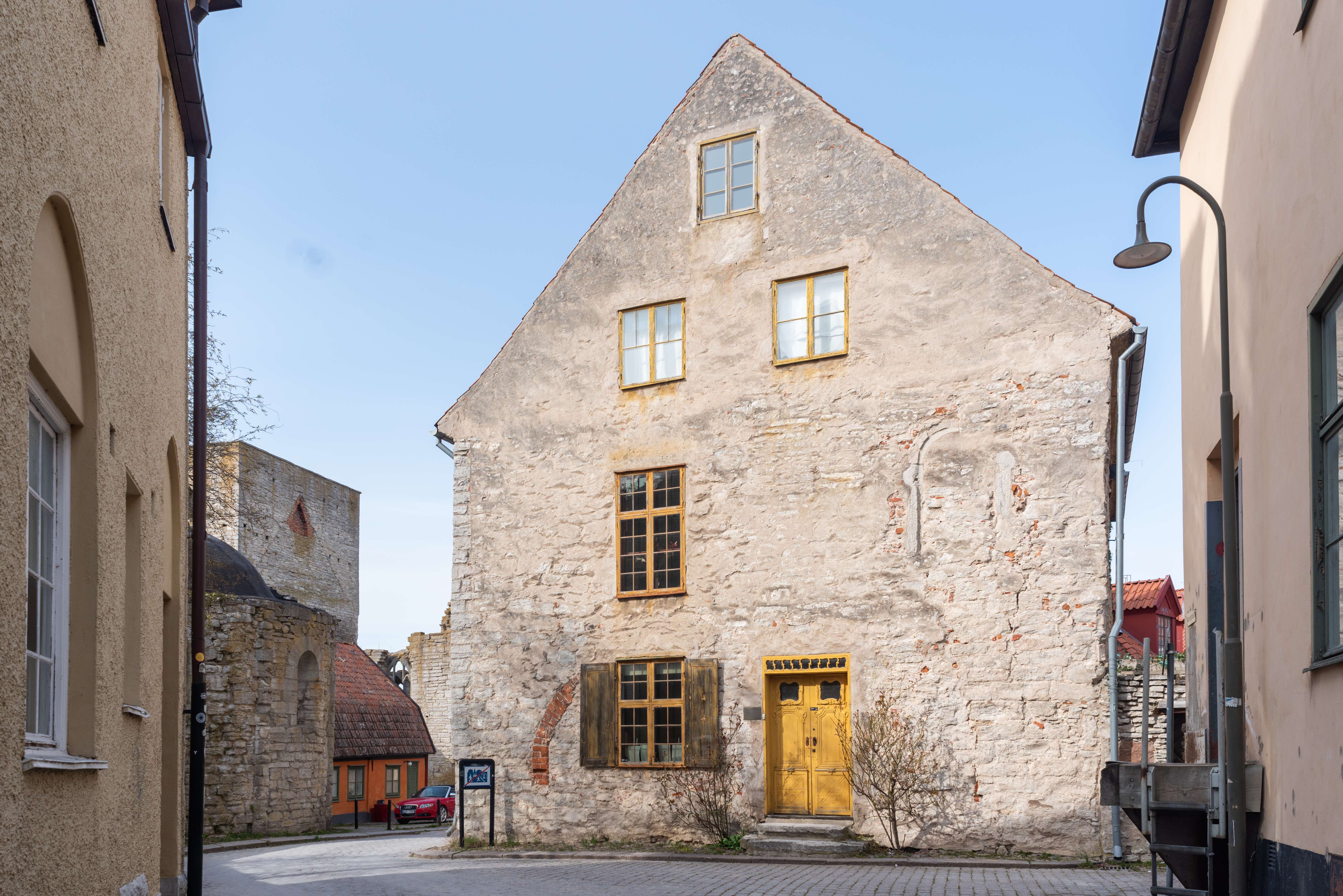
Cramérska huset.